# ビットブルガー
ビットブルガーはドイツのビットブルク発祥のビール醸造会社 (ドイツ語: Bitburger Brauerei)、および同社が製造するビールのブランド名である。

## 概要・歴史
1817年に創業し、ヨハン・ペーター・ヴァレンボルン (Johann Peter Wallenborn) によってドイツの南西部（現在のラインラント＝プファルツ州）に位置するビットブルクに醸造所が設立された。1883年に、ドイツで初めてピルスナーという名称を用いたといわれている。ほとんどの醸造所が近辺のみにビールを出荷していた頃には、すでに鉄道を使って出荷していた。これは、ザールブリュッケンの製鉄工場から、プロシアの軍隊に大砲を運ぶための鉄道ができたためであった。
アイフェル山地の水と、大麦モルト、酵母、ホップを使用し、伝統的な長期低温醗酵で造られるビールは、ドイツでもっとも知られているピルスナービールの一つである。特に生のピルスナーでは、ベストブルワリーと評価されている。

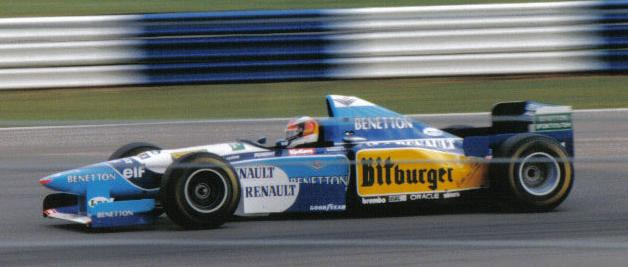
1995年イギリスグランプリにおけるミハエル・シューマッハのベネトン・フォーミュラのマシン、Bitburgerの黄色い広告が入っている

ドイツ国内では「まずはビットをどうぞ」というキャッチフレーズで親しまれる。
ドイツサッカー協会、および代表チームとの間にパートナーシップを結び、スポンサーとなっている。また、1994年にF1のベネトン・フォーミュラのスポンサーになるなどにより、国際的にも認知度が増した。さらに、2024年6月から7月にかけてはドイツで開催されるUEFA EURO 2024の国内限定スポンサーとなり、大会公式ビールとして会場周辺に自社製ビールが提供される。
主な輸出相手国はイタリア、スペイン、オランダ、イギリス、カナダ、アメリカなどであるが、60か国、約5万のダイニング施設でも販売され、30か国の一流ホテル・レストランの指定銘柄として供されるなど、世界の多くの国にファンを持つといわれている。

## 商品ラインナップ
- 「Bitburger Premium Pils」ビットブルガー・プレミアムピルス（度数、4,6%)
- 「Bitburger Light」ビットブルガー・ライト（度数、2,8%)
- 「Bitburger Drive」ビットブルガー・ドライブ（ビールテイスト飲料）